# Nipekamew River
Der Nipekamew River ist ein etwa 95 km langer Zufluss des Sees Lac la Ronge in Zentral-Saskatchewan in Kanada. Der Flussname leitet sich aus der Sprache der Woodland Cree ab.

## Verlauf
Der Nipekamew River bildet den Abfluss des Nipekamew Lake. Dieser bildet zusammen mit dem westlich angrenzenden East Trout Lake ein Seensystem. Das Quellgebiet des Nipekamew River befindet sich am Nordwestrand der Cub Hills. Der Nipekamew River fließt anfangs 18 km in Richtung Nordnordwest. Anschließend wendet sich der Fluss in Richtung Nordnordost. Der Nipekamew River durchquert eine Landschaft mit borealem Nadelwald und Moorgebieten. Bei Flusskilometer 48 kreuzt der Saskatchewan Highway 165 den Flusslauf. Der Unterlauf nördlich der Straßenbrücke weist zahlreiche enge Flussschlingen auf. Der Nipekamew River mündet schließlich in das Südostufer des Lac la Ronge. Östlich der Mündung befindet sich die „Nipekamew Bay“.

## Nipekamew Sand Cliffs
Südlich der Straßenbrücke des Saskatchewan Highway 165 befindet sich das Schutzgebiet „Nipekamew Sand Cliffs“ (⊙) mit mehreren steilen Sandklippen am Flussufer des Nipekamew River. Die Sandklippen bestehen aus Schichten aus verdichtetem Sand, Kieselgestein und Ton, die dort vor 120 Millionen Jahren während der frühen Kreidezeit abgelagert wurden. Ein 1,5 km langer Fußweg führt von einem Parkplatz, der über eine 1,3 km lange Stichstraße erreicht werden kann, zu den Aussichtspunkten im Schutzgebiet.